# Ctenichneumon repentinus
Ctenichneumon repentinus là một loài tò vò trong họ Ichneumonidae.